# Josep Agramunt i Llecha
Josep Agramunt i Llecha   (Flix, 1826 - Clichy, 1887) anomenat el Capellà de Flix , fou un capellà i guerriller carlí que participà en la Tercera guerra carlina.

## Biografia
Era fill d'una família molt pobra i va treballar al servei domèstic de la família Oriol de Flix, addicte al carlisme durant generacions, per poder pagar-se els estudis eclesiàstics. El 1857, amb 29 anys, després d'estudiar tres anys de filosofia i un de teologia fou ordenat sacerdot a Tortosa, on consta que realitzà la carrera eclesiàstica “abreviada”. Segons el registre del clergat de Tortosa, encara essent diaca, s'embarcà a la primera expedició per les missions de Fernando Poo (Guinea), on sembla que passà força penúries. De retorn a Flix, on era beneficiat patrimonialista, consta que entre els anys 1867 i 1868 romangué uns quants mesos a la ciutat d'Amposta, on tingué símptomes de febres palúdiques, i demanà al bisbat d'anar a guarir-se al poble de Maials. Des del març del 1871 consta com a rector de Maials. D'aquesta època consten uns escrits als arxius del bisbat de Tortosa adreçats pel rector de Flix, Joan Alsina, en què adverteix el bisbe Benedicto Vilamitjana de les tendències radicals de Josep Agramunt.
El juny del 1872, dos mesos després de començar la Tercera Guerra Carlina, exercint de capellà al seu poble natal, es posà al capdavant d'una partida de 150 homes i, després d'una trobada de capitostos carlins a la Mussara, s'afegí a una partida de carlins amb el grau de capità, escollit a petició unànime dels mateixos voluntaris carlins. El 30 de juny del 1872 arribà a ocupar la ciutat de Reus durant unes quantes hores, sota la direcció del carlí i tinent coronel Joan Francesc.
Després de derrotar i matar a prop de Prades el tinent coronel Maturana, cap del Batalló de caçadors de Barcelona en una acció dirigida pel general Tristany el 20 d'octubre del 1873, va fer afusellar 33 liberals a Alforja.
Es va traslladar a Navarra per comandar l'anomenat Regiment de Gandesa i fou ascendit a coronel. El 1876, aquesta unitat va escortar el pretendent carlí Carles VII camí de l'exili. El 16 de març es donà oficialment per finalitzada la guerra. Josep Agramunt, fet presoner, fou traslladat a Madrid i posteriorment a les presons de Montjuïc (Barcelona). El 2 d'abril arribà en tren a Tarragona i fou ingressat a la presó de Pilats on se li instruirien 18 causes. La premsa en feu la primera descripció física: “Es de una estatura regular y bastante robusto; lleva barba cerrada, de color sano; viste pantalón de paisano con carrik de color ceniza y gorra”. El 6 d'agost, el bisbe de Tortosa l'havia privat de les llicències sacerdotals. El 16 de setembre, encara tancat a Pilats en espera de judici, el Papa el rehabilità per celebrar de nou com a sacerdot. La premsa recordava que havia estat condemnat a 15 anys de presó. 
Exiliat a França, exercí com a capellà del cementiri de Clichy, on hi va morir assassinat per un familiar d'una de les múltiples víctimes de la guerra, mentre el familiar es confessava va treure una pistola i el va matar l'11 de novembre de 1887.